# The American Economic Review
De American Economic Review (AER) is een driemaandelijks verschijnend wetenschappelijk tijdschrift over onderwerpen uit de  economische wetenschap. 
De AER wordt uitgegeven door de American Economic Association. Het tijdschrift is een van de meest prestigieuze economische tijdschriften. Slechts ongeveer 7 tot 10 procent van de ingediende artikelen wordt voor publicatie geaccepteerd.
De huidige hoofdredacteur is Pinelopi Koujianou Goldberg (Yale University).

## Voetnoten
1. ↑  Verslag van de hoofdredactie, 2008 (PDF)
2. ↑  C.V. op yale.edu